# ロザリンド・フランクリン
ロザリンド・エルシー・フランクリン（英語：Rosalind Elsie Franklin、1920年7月25日 -  1958年4月16日）は、イギリスの物理化学者、結晶学者である。石炭やグラファイト、DNA、タバコモザイクウイルスの化学構造の解明に貢献した。

## 来歴

### 生い立ち
ロザリンド・フランクリンは、ロンドンのユダヤ人家系の銀行家の家庭に6人兄妹の長女として生まれた。大叔父にハーバート・サミュエル、叔父にノーマン・ベントウィッチがいる。裕福な両親は、ロザリンドが9歳のときから寄宿学校に入学させ、可能なかぎり最高の教育を受けさせた。　
寄宿学校卒業後はケンブリッジ大学のニューナム・カレッジで学んだ。当時、ケンブリッジ大学は女子とユダヤ人の入学を認めてからそれほど時間が経過しておらず、いまだ女性が自由に研究に没頭する環境になかった。しかしロザリンドは研究にいそしみ、大学をトップクラスで卒業し、さらに大学院に進んだ。第二次世界大戦中は石炭の結晶構造に関する研究をおこない、1945年、25歳のときケンブリッジで物理化学の博士号を取得している。1947年には、ケンブリッジ時代に親しかったフランス人エイドリアン・ワイルの協力を得てパリの国立化学研究所に移った。ここでは黒鉛の結晶学的研究を行なった。

### 研究者として
フランス留学後の1950年、ロンドン大学のキングス・カレッジに研究職を得て、X線結晶学の研究に没頭した。X線結晶学とは、結晶へのX線照射による物質の散乱パターンを逆フーリエ解析を用いて解き、当該物質の分子構造を解明していこうというものである。彼女にあたえられた研究テーマは、X線によるDNA結晶の解析であった。
ロザリンドは順調に研究を進め、着手後およそ1年で、DNAには水分含量の差によって2タイプ（A型とB型）存在することを明らかにし、それを互いに区別して結晶化する方法を確立した。また、そこにX線を照射して散乱パターンの写真撮影に成功していた。さらに、これらについてはデータを公表せず数学的解析を自力で進めていた。1953年には、DNAの二重らせん構造の解明につながるX線回折写真を撮影しており、特に有名なものが「photo51」と呼ばれる写真である。
しかし、フランクリンはDNAの研究をめぐり、彼女が来る以前からDNAを研究していたモーリス・ウィルキンスとしばしば衝突していた。そして、ウィルキンスはケンブリッジ大学キャベンディッシュ研究所に在籍していたジェームズ・ワトソンとフランシス・クリックに彼女の撮影した写真を見せる。このことは、二重らせん構造解明の手がかりとなったものの、のちに大問題となった。
この時の事情について、ワトソンとウィルキンスの言い分は異なっている。ワトソンは、著書『二重らせん』で、ウィルキンスがフランクリンと険悪な関係に陥ったために写真を自分たちにこっそり見せた、と述べている。しかし、ウィルキンスは著書『二重らせん 第3の男』で、あくまでフランクリンのデータを閲覧する権限が自分にあり、フランクリンもそれを認めていた、と釈明している。
また、フランクリンは1952年に自分の非公開研究データをまとめたレポートを年次報告書として英国医学研究機構に提出している。その研究レポートは、英国医学研究機構の予算権限を持つメンバーの一人で、クリックの指導教官であるマックス・ペルーツが入手し、そこからクリックの手に渡った。この非公開レポートには、DNA結晶の生の解析データだけでなく、フランクリン自身の手による測定数値や解釈も書き込まれており、DNAの結晶構造を示唆するものであった。この件についてクリックは何も語っていない。

### 没後
1962年にワトソン、クリック、ウィルキンスがDNAの構造解明によりノーベル生理学・医学賞を受賞したが、フランクリンは1958年に37歳で卵巣癌と巣状肺炎により死去したため、受賞の栄誉は得られなかった。一説には、実験のため無防備に大量のX線を浴びたことが癌の原因だといわれている。
フランクリンは、ワトソンが1968年に記した『二重らせん』で「気難しく、ヒステリックなダークレディ」と書かれるなど否定的な評価をされたため、フランクリンの友人で作家であるアン・セイヤーが抗議し、1975年にフランクリンの伝記『ロザリンド・フランクリンとDNA―ぬすまれた栄光』を記した。この本ではフランクリンこそノーベル賞をもらうはずであり、ワトソンやウィルキンスらを窃盗者であると非難している。そのため、友人かつ女性としての視点からフランクリンを過剰に擁護しワトソンらを不当に貶めた「単なるフェミニズムの本」とされ、ベストセラーとなった『二重らせん』で広まった彼女のイメージを変えるには至らなかった。1970年代以降はフランクリンの名前は単なるフェミニズムのイコンとして扱われる結果となった。
2000年代に入ってウィルキンスの自伝『二重らせん第三の男』が出版され、関係者の記録が出そろったこと、また第三者視点からの伝記『ダークレディと呼ばれて』が出版され、ノーベル賞を巡る研究者たちの生々しい確執が明らかになるとともに、ようやく研究者としての彼女の業績が再評価されるようになった。2008年には、コロンビア大学からホロウィッツ賞が授与された。

## 人物
若いころのロザリンドは登山を趣味としていた。

## 家族・親族
- ハーバート・サミュエル（大叔父）
- ノーマン・ベントウィッチ（叔父）

## その他
2028年から開始予定の火星探査用ローバー「ロザリンド・フランクリン」は、彼女の功績に因み名付けられた。

## フランクリンを演じた女優
2015年、ロンドンのウエストエンドで上演された舞台『Photograph 51』ではニコール・キッドマンがフランクリンを演じた。『Photograph 51』のなかで登場する“フォトグラフ51”とは、DNAの二重らせん構造発見において重要な鍵を握ったX線回折写真を意味する。2018年の日本語版公演では板谷由夏がフランクリンを演じた。